# 下庄站 (北京市)
40°17′9.05″N 116°20′57.07″E / 40.2858472°N 116.3491861°E
下庄站位于北京市昌平区延寿镇下庄村，是大秦铁路的一座火车站，等级为四等站，距大同站323公里，距秦皇岛站330公里，本站及相邻上下行区间均为电气化区段。大秦铁路为煤运铁路，全线不办理客运业务。